# Campeonato Pan-Pacífico de 2009
O Campeonato Pan-Pacífico de 2009 foi disputado entre 18 de fevereiro a 21 de fevereiro, no estádio The Home Depot Center, na Califórnia, Estados Unidos
O campeão foi a equpe coreana Suwon Samsung Bluewings que bateu a equipe estadounidense Los Angeles Galaxy nas pênaltis por 4 a 2, após empate de 1 a 1, no tempo normal.

## Equipes participantes
| Los Angeles Galaxy      | Campeão MLS 2008                   |
| Suwon Samsung Bluewings | Campeão K-League 2008              |
| Shandong Luneng Taishan | Campeão Chinese Super League 2008  |
| Oita Trinita            | Campeão Copa da Liga Japonesa 2008 |

## Tabela
|  | Semifinais               | Semifinais               |      |                          | Final                    | Final |  |
|  |                          |                          |      |                          |                          |       |  |
|  | 18 de fevereiro – Carson |                          |      |                          |                          |       |  |
|  | Los Angeles Galaxy       | 2                        |      |                          |                          |       |  |
|  | Oita Trinita             | 0                        |      |                          |                          |       |  |
|  |                          |                          |      |                          |                          |       |  |
|  |                          |                          |      |                          | 21 de fevereiro – Carson |       |  |
|  |                          |                          |      |                          | Los Angeles Galaxy       | 1(2)  |  |
|  |                          | Suwon Bluewings          | 1(4) |                          |                          |       |  |
|  |                          |                          |      |                          |                          |       |  |
|  |                          |                          |      |                          |                          |       |  |
|  |                          |                          |      |                          | Terceiro lugar           |       |  |
|  | 18 de fevereiro – Carson | 18 de fevereiro – Carson |      | 21 de fevereiro – Carson | 21 de fevereiro – Carson |       |  |
|  | Suwon Bluewings          | 1                        |      | Oita Trinita             | 2                        |       |  |
|  | Shandong Luneng          | 0                        |      |                          | Shandong Luneng          | 1     |  |

## Semifinais
| 18 de fevereiro de 2009 | Suwon Bluewings  | 1 – 0  | Shandong Luneng | Home Depot Center, Carson, Califórnia     |
| 17:30                   | Cho Yong-Tae 81' | Report |                 | Árbitro: Baldomero Toledo (United States) |

| 18 de fevereiro de 2009 | Los Angeles Galaxy                           | 2 – 0  | Oita Trinita | Home Depot Center, Carson, Califórnia       |
| 20:00                   | Edson Buddle 44' · Jovan Kirovski 53' (pen.) | Report |              | Público: por anunciar Árbitro: por anunciar |

## Disputa do 3.º lugar
| 21 de fevereiro de 2009 | Oita Trinita                     | 2 – 1  | Shandong Luneng             | Home Depot Center, Carson, Califórnia       |
| 17:30 UTC-8             | Daiki Takamatsu 28' · Ueslei 42' | Report | Miljan Mrdaković 45' (pen.) | Público: por anunciar Árbitro: por anunciar |

## Final
| 21 de fevereiro de 2009 | Los Angeles Galaxy    | 1 – 1  | Suwon Bluewings          | Home Depot Center, Carson, Califórnia       |
| 20:00                   | Mike Magee 89' (pen.) | Report | Sean Franklin 39' (o.g.) | Público: por anunciar Árbitro: por anunciar |

|                  |       | Penalidades                                   |  |
| Buddle Patterson | 2 – 4 | Edu Yang Sang-Min Lee Kil-Hoon Choi Sung-Hwan |  |

| Campeonato Pan-Pacífico 2009               |
| ------------------------------------------ |
| Suwon Samsung Bluewings Campeão 1.º título |